# Ухилення від призову на військову службу під час мобілізації
Ухилення від призову за мобілізацією — злочин (а також адміністративне правопорушення), передбачений кримінальним законодавством низки країн, зокрема Казахстану (388 ст. ККК), Білорусі (434 ст. ККБ), України (336 ст. ККУ), Молдови (354 ст. ККМ) тощо.

## Складові злочину
- Об'єктом злочину є порядок формування Збройних сил України (або Збройних сил відповідних країн, зокрема Молдови, Казахстану тощо) та інших військових формувань, порядок здійснення мобілізації та мобілізаційної підготовки.
- Об'єктивна сторона злочину збігається з об'єктивною стороною аналогічного злочину, але замість строкової військової служби тут винна особа ухиляється від призову за мобілізацією, на особливий період, на військову службу за призовом осіб із числа резервістів в особливий період; особа може не прибути не обов'язково до призовної дільниці, а й до військової частини чи установи (форма бездіяльності). Кримінальна відповідальність настає, коли за визначених законодавством підстав не настає адміністративна відповідальність за статтею 2101 КУпАП (та аналогічними нормами інших країн). Якщо військовозобов'язана особа ухилилася від повістки для звірки військово-облікових даних, вона підлягає адміністративній відповідальності, а якщо вона пройшла звірку і медичну комісію, але уникнула відправки до Збройних сил України у військову частину, — кримінальній[1].
- Суб'єктивна сторона злочину також збігається з суб'єктивною стороною ухилення від призову на строкову військову службу, тобто характеризується прямим умислом.
- Суб'єктом злочину є громадяни України (або іншої країни) чоловічої або жіночої статі — військовозобов'язані, які підлягають мобілізації, резервісти. За віком суб'єктом злочину може бути особа від 18 років до граничного віку перебування в запасі. Жінки можуть бути зобов'язаними (а отже, бути суб'єктом злочину в разі ухилення від призову) тільки в разі, якщо вони пройшли військову службу за контрактом і були звільнені в запас або мають за спеціальністю медичну підготовку або підготовку, споріднену з відповідною військово-обліковою спеціальністю, і придатні до військової служби за станом здоров'я та віком.

## Суспільна небезпечність злочину
Мобілізація — це комплекс заходів, які здійснюються в державі з метою переведення органів державної влади, місцевого самоврядування та деяких інших органів на функціювання в умовах особливого періоду, а Збройних сил чи інших військових формувань — на організацію і штати воєнного часу. Ефективно дати відсіч нападникам на країну чи виконати зобов'язання по спільній обороні від агресора без швидкої і своєчасної мобілізації неможливо. Тому ухилення від призову до Збройних сил з числа військовозобов'язаних громадян під час воєнних дій, які розпочались або передбачаються, створює загрозу для безпеки держави у сфері оборони.

## Відповідальність
- Казахстан: за статтею 388 Кримінального кодексу «ухилення від призову на військову службу за мобілізацією у Збройні Сили, інші війська та військові формування Республіки Казахстан» — штраф або виправні роботи на суму до п'яти тисяч «місячних розрахункових показників», громадські роботи до 1200 годин, обмеження або позбавлення волі на строк до п'яти років; ухилення від подальших призовів, ті самі дії, вчинені у воєнний час — позбавлення волі на строк від п'яти до десяти років.
- Білорусь: за статтею 434 Кримінального кодексу «ухилення від заходів щодо призову на військову службу за мобілізацією» — позбавлення волі на строк від двох до семи років.
- Україна: кримінальна: за статтею 336 КК «ухилення від призову на військову службу під час мобілізації, на особливий період, на військову службу за призовом осіб із числа резервістів в особливий період» — позбавлення волі на строк від трьох до п'яти років; адміністративна: за статтею 210-1 КУпАП «порушення законодавства про оборону, мобілізаційну підготовку та мобілізацію» — штраф у розмірі: на громадян — від ста до двохсот неоподатковуваних мінімумів доходів громадян (1700—3400 грн), на посадових осіб — від двохсот до трьохсот (3400–5100 грн); за повторне правопорушення, вчинене протягом року після накладення стягнення за попереднє, за правопорушення, вчинене в особливий період, — штраф у розмірі: на громадян — від двохсот до трьохсот неоподатковуваних мінімумів доходів громадян (3400—5100 грн), на посадових осіб — від трьохсот до п'ятисот (5100–8500 грн).
- Молдова: за статтею 354 Кримінального кодексу «ухилення від призову за мобілізацією» — позбавлення волі від двох до п'яти років.
- В СРСР за даний злочин наставала відповідальність за статтею 18 Закону СРСР «Про кримінальну відповідальність за державні злочини» у виді позбавлення волі на строк від трьох до десяти років; за підставами, визначеними ч. 2 ст. 174 КК Казахстану (тільки щодо Збройних сил СРСР), — позбавлення волі на строк від п'яти до десяти років або смертна кара.

## Притягнення до відповідальності в Україні у 2022—2023 роках
З лютого по серпень 2022 року в Україні було винесено 66 вироків за ухилення від мобілізації, найбільше — у Закарпатській області (особливо Мукачівський міськрайонний суд). Майже в усіх випадках застосовувалось звільнення від відбування покарання з випробуванням (з іспитовим строком один рік). Станом на квітень 2023 року кількість засуджених за ухилення від мобілізації сягнула кількох сотень українців, переважно на заході України. Як і раніше, значна кількість вироків і проваджень — у Закарпатській області, і суди призначають переважно «умовні» покарання. Серед причин, які спонукали осіб на вчинення злочину, зазначалися наявність утриманців, ідейні мотиви, перебування під домашнім арештом, переконання у непридатності за станом здоров'я.
Окрім того, у серпні 2023 суддя Зіньківського райсуду Полтавської області вмотивував виправдувальний вирок за статтею 336 ККУ (ухилення від призову) тим, що Закони України є «авторськими творами».
Також, у лютому 2024 суддя Любешівського районного суду Волинської області у виправдувальному вироці за тією ж статтею вказав таке:[первинне джерело]
Статтею 336 Кримінального кодексу України, передбачено кримінальну відповідальність за ухилення від призову за мобілізацією. Злочин, передбачений вказаною статтею, має формальний склад та не є триваючим за своєю суттю. Факт вчинення суспільно небезпечного діяння (яке складає об`єктивну сторону злочину) утворює закінчений злочин. Об`єктивна сторона злочину в диспозиції ст. 336 КК визначена із застосуванням терміну «ухилення». Ухилятися - означає намагатися не робити чого-небудь, не брати участі в чомусь, відсторонятися від чогось (Словник української мови: в 11 томах. - Том 10, 1979. - С.527). Таким чином зміст ухилення як діяння (дія чи бездіяльність) визначається змістом того, від чого ухиляється особа, в даному випадку - змістом понять «мобілізація» і «призов за мобілізацією». У статті 336 КК ці поняття не розкриваються, що свідчить про те, що її диспозиція є бланкетною.